# 滝川地区広域消防事務組合
滝川地区広域消防事務組合（たきかわちくこういきしょうぼうじむくみあい）は、北海道滝川市、芦別市、赤平市、樺戸郡新十津川町、雨竜郡雨竜町が組織する一部事務組合（消防組合）。

## 沿革
「消防年報」「広報たきかわ」参照
滝川消防組
- 1896年（明治29年）：私設滝川消防組結成。
- 1897年（明治30年）：公設滝川消防組結成、本町5丁目に消防番屋建設。
- 1932年（昭和07年）：消防組に常備員7人の常備消防部を設置、栄町1丁目に消防組本部庁舎建設。
- 1935年（昭和10年）：消防組本部に火災専用電話設置。

滝川町/滝川市消防本部
- 1949年（昭和24年）：滝川町消防本部および消防署を設置。
- 1961年（昭和36年）：消防本部・庁舎を滝川市大町の市役所庁舎内に移転。
- 1963年（昭和38年）：無線局設置。
- 1964年（昭和39年）：中空知4市5町による消防相互応援協定締結。
- 1969年（昭和44年）：救急業務開始。

滝川地区広域消防事務組合
- 1972年（昭和47年）：滝川市・樺戸郡新十津川町・雨竜郡雨竜町による滝川地区広域消防事務組合設立。
- 1973年（昭和48年）：江部乙分遣所が支署に昇格。雨竜支署庁舎落成。
- 1974年（昭和49年）：江部乙支署庁舎落成。
- 1977年（昭和52年）：滝川消防署北分遣所移転。
- 1979年（昭和54年）：緑町2丁目に新消防庁舎落成。
- 1983年（昭和53年）：滝川市コミュニティ防災センター竣工。
- 1986年（昭和61年）：滝川消防署北分遣所が新築移転。
- 1988年（昭和63年）：救急医療情報システム運用開始。道央自動車道の消防相互応援協定を砂川地区広域消防組合と締結。
- 1989年（平成元年）：道央自動車道の消防相互応援協定を深川地区消防組合と締結。
- 1991年（平成03年）：北海道広域消防相互応援協定施行、滝川市緊急通報システム運用開始。
- 1995年（平成07年）：消防緊急通報指令装置（地図検索装置）設置。
- 1996年（平成08年）：北海道消防防災ヘリコプター応援協定を北海道と締結。
- 1999年（平成11年）：高規格救急自動車の運用開始。
- 2003年（平成15年）：北海道ドクターヘリ運航調整研究会と運航に係る協定を締結。
- 2004年（平成16年）：中空知救急連絡協議会発足。
- 2007年（平成19年）：江部乙支署と雨竜支署を統合した江竜支署庁舎落成。
- 2013年（平成25年）：消防救急デジタル無線システム運用開始。
- 2014年（平成26年）：芦別市と赤平市が加入し、新たな滝川地区広域消防事務組合発足[5]。
- 2015年（平成27年）：赤平消防署改築竣工[6]。
- 2017年（平成29年）：滝川市文京町に大地震・水害対策に対応した新消防庁舎完成、本部機能移転。

## 組織
「滝川地区広域消防事務組合組織機構図」参照
- 組合長・副組合長 - 事務局長・事務局次長 - 消防長 - 次長
  - 消防本部
    - 総務課
    - 予防課
    - 警防課

  - 滝川消防署
    - 救急救助課
    - 消防課
    - 新十津川支署
    - 江竜支署

  - 芦別消防署
    - 管理第1課
    - 管理第2課
    - 消防課

  - 赤平消防署
    - 管理課
    - 消防課

## 消防車両
「消防車両現勢」を参照
- 連絡車：3台
- タンク車：9台
- はしご車：1台
- ポンプ車：1台
- 救急車：8台
- 指揮車：2台
- 広報車：5台
- 水槽車：4台
- 救助工作車：2台
- 指令車：1台
- 資機材搬送車：1台
- ボートトレーラー：2台
- ホイールローダ：1台
- 4tダンプ：1台
- マイクロバス：1台

## 消防署
| 消防署       | 住所                 | 支署                                                             | 分遣所                                           |
| ------------ | -------------------- | ---------------------------------------------------------------- | ------------------------------------------------ |
| 滝川消防署   | 滝川市文京町4丁目1-5 | 江竜：滝川市江部乙町514-11 新十津川：樺戸郡新十津川町字中央301-1 | 北：滝川市滝の川町西3-1-43                       |
| 芦別市消防署 | 芦別市北1条東1-3     |                                                                  | 上芦別：芦別市上芦別町518-14 頼城：芦別市頼城町4 |
| 赤平市消防署 | 赤平市大町1-5        |                                                                  |                                                  |